# 李以唐
李以唐（1557年—1601年），字伯堯，號欽所，河南彰德府磁州武安縣人，軍籍，明朝政治人物。

## 生平
萬曆十年（1582年）壬午科河南鄉試第七十四名，萬曆十一年（1583年）聯捷癸未科會試第三百三十九名，登三甲第二百五十名進士。都察院觀政，次年授山东金乡知县，十七年行取，授浙江道御史，十八年巡视光禄寺，十九年巡按浙江，告病歸。二十八年起補浙江道御史，本年巡视東城、西城、北城，二十九年辛丑卒。

## 家族
曾祖李江；祖父李乾；父李蕃，曾任壽官。母王氏。